# Jens Peter Trap

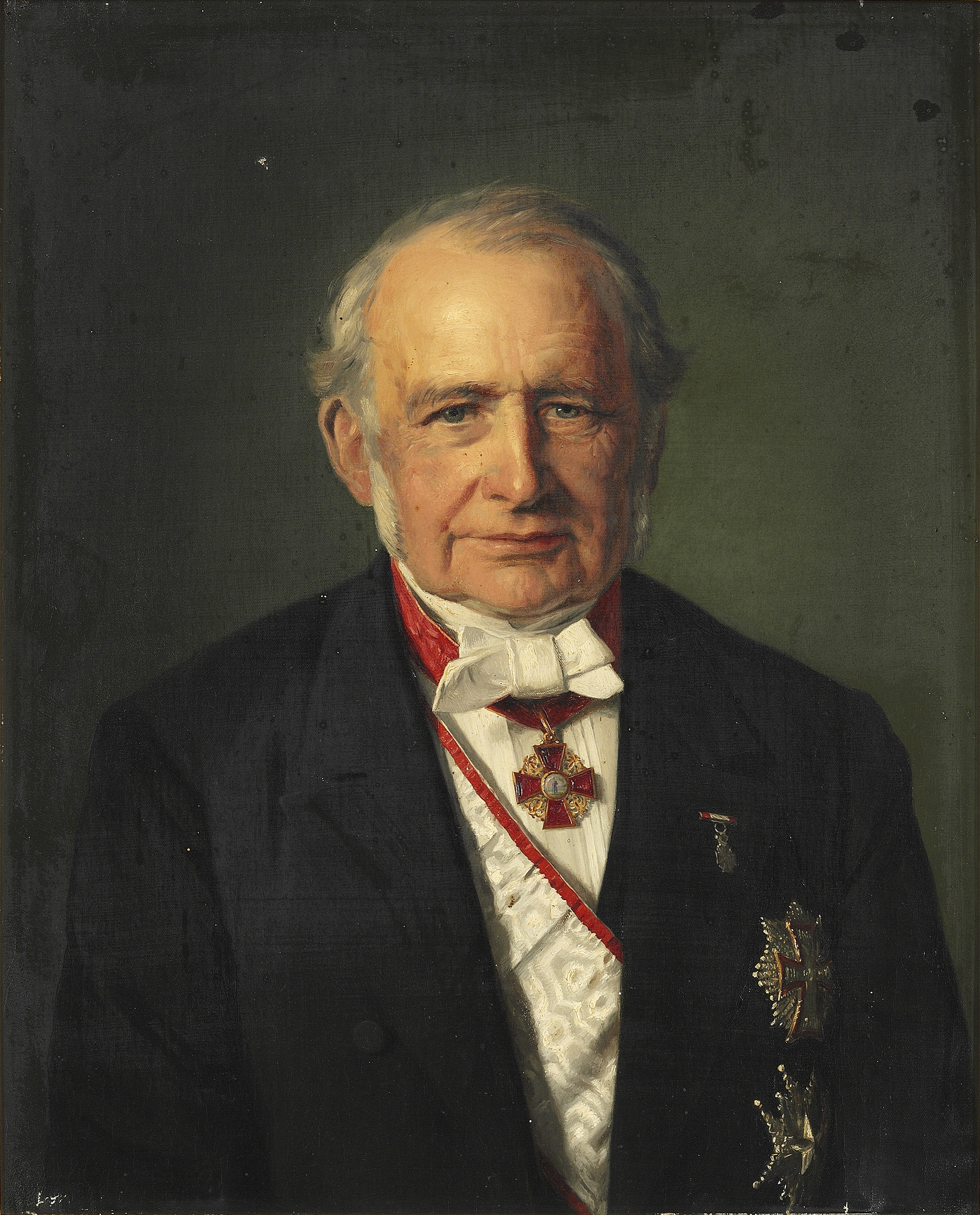
Otto Bache – Porträt des Geheimrats Jens Peter Trap

Jens Peter Trap, abgekürzt J. P. Trap, (* 19. September 1810 in Randers; † 21. Januar 1885 in Kopenhagen) war ein dänischer Kabinettssekretär und topografischer Autor.

## Werdegang
Jens Peter Trap begleitete das Königspaar Christian VIII. und Caroline Amalie auf ihrer großen Rundreise im Königreich Dänemark im Jahre 1840 als Sekretär.
Er wurde 1856 zum Kabinettssekretär 1856 ernannt. Er begleitete Frederik VII. auf dessen großen Reisen in Jütland 1856 und in Schleswig 1857. Beim Brand des Schlosses Frederiksborg am 17. Dezember 1859 half er bei der Rettung von fast 300 Gemälden und Möbeln vor den Flammen, woraufhin der König ihn mit dem Titel 'Geheimrat' auszeichnete. Er begleitete auch Christian IX. auf mehreren Reisen, unter anderem nach Island zum 1000-Jahr-Fest. Als Belohnung für seine Loyalität zum Königshaus wurde Trap 1875 mit dem Großkreuz des Dannebrogorden dekoriert. Beim Jubiläumsfest der Universität Kopenhagen 1879 erhielt er sein juristisches Doktordiplom. Im selben Jahr wurde er Mitstifter und erster Vorsitzende des Vereins Gesellschaft für die dänisch-norwegische Genealogie und Personalhistorie, eine Position, die er bis zu seinem Tod beibehielt. Im Februar 1884 nahm er seinen Abschied und verstarb am 21. Januar 1885 in Kopenhagen.
Er war Freimaurer und von 1870 bis 1871 Vorsitzender des Dänischen Freimaurerordens.
Jens Peter Traps bedeutende literarische Produktion begann 1842 mit der Herausgabe des Dänischen Hof- und Staatskalenders, den er bis zu seinem Tod jährlich herausgab. Am Bekanntesten ist er jedoch für das Werk Statistisch-Topografische Beschreibung des Königreichs Dänemark. Die erste Ausgabe wurde 1856–1860 herausgegeben und wurde so gut von den Lesern angenommen, dass die 2. Ausgabe, mit 6 Bänden, schon 1871–1879 herausgegeben wurde.
Um 1895 kam die 3. Ausgabe, die 4. 1929, die 5. 1963 und seit 2015 kommt die 6. Ausgabe heraus, die um 2020 fertig sein soll. Als Ergänzung zur Beschreibung Dänemarks gab es die Statistisch-Topografische Beschreibung des Herzogtums Schleswig in zwei Bänden (1861–1864). Im Allgemeinen wird das Werk Trap Dänemark („Traps Danmark“) genannt. Seit der ersten Ausgabe war das Werk ein wichtiges Nachschlagewerk für Lokalhistoriker. Trap hinterließ ein umfassendes autobiografisches Manuskript, das erst nach seinem Tod veröffentlicht werden sollte. Wegen des sehr persönlichen Inhalts über das Königshaus, insbesondere über die Gräfin Danner, musste die Herausgabe bis 1966 warten. Die Autobiografie wurde mit umfassenden Anmerkungen des Historikers Harald Jørgensen unter dem Titel Aus der Zeit von vier Königen in drei Bänden herausgegeben.